# Gustav Sabac el Cher

Gustav Sabac el Cher, als Obermusikmeister, im Grenadier-Regiment „Kronprinz“ Nr. 1 (1908)

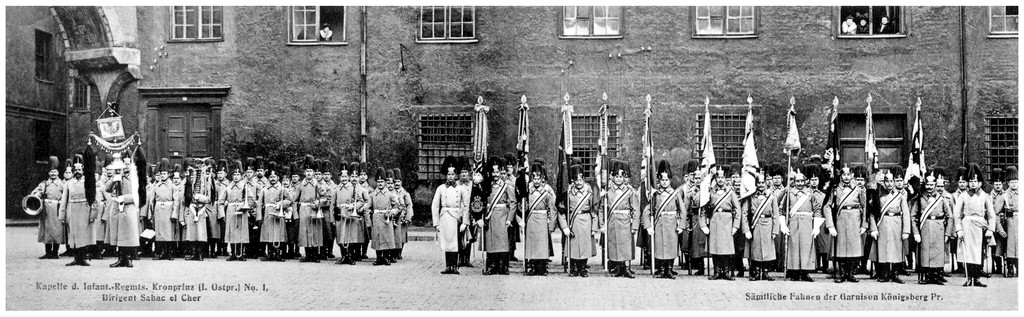
Postkarte mit der Regimentskapelle und dem Dirigenten Gustav Sabac el Cher

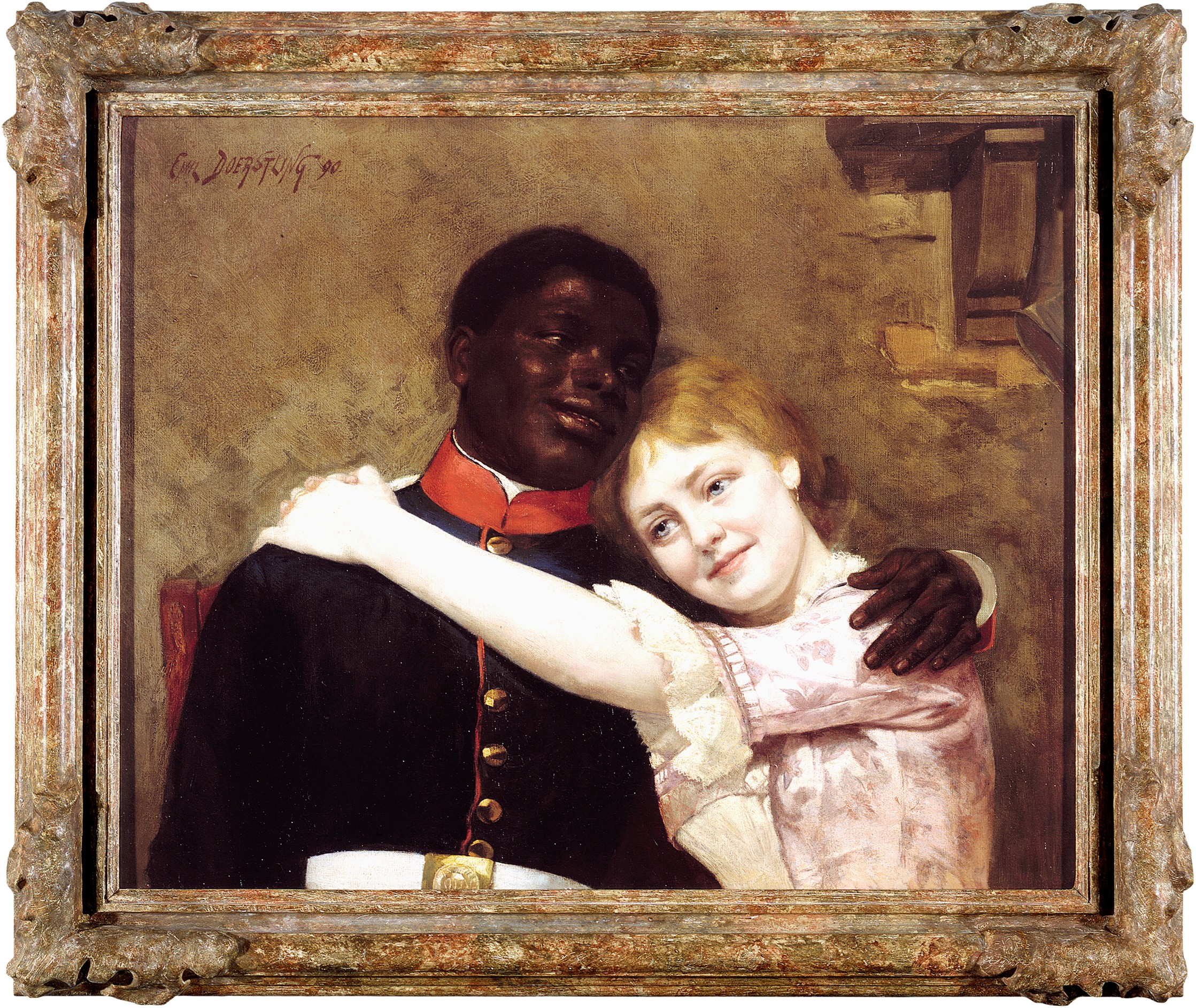
Preußisches Liebesglück, Gemälde von Emil Doerstling (1890), Deutsches Historisches Museum. Das Gemälde zeigt angeblich Sabac el Cher mit Gertrude Perling. Diese war bei Entstehung des Gemäldes jedoch erst sieben Jahre alt. An der Uniform fehlen außerdem die für preußische Militärmusiker typischen Schwalbennester

Grabstelle auf dem Friedhof von Senzig bei Berlin (2022)

Gustav Albrecht Sabac el Cher (* 10. März 1868 in Berlin; † 4. Oktober 1934 ebenda) war ein Militärmusiker im Königreich Preußen.

## Leben
Gustavs Eltern waren der aus der Region Kurdufan im heutigen Sudan stammende August Sabac el Cher und dessen Ehefrau Anna, geborene Jung. Bis zum 14. Lebensjahr besuchte er die höhere Bürgerschule. Mit acht Jahren begann er Geigenunterricht zu nehmen. Mit 17 Jahren trat er als Militärmusiker bei der Kapelle des Brandenburgischen Füsilier-Regiments Nr. 35 in die Preußische Armee in Brandenburg an der Havel ein. 1893 bezog er die Kgl. Hochschule für Musik in Charlottenburg. 1895 erhielt er die Dirigentenstelle beim (1. Ostpreußisches) Grenadier-Regiment „König Friedrich III.“ Nr. 1 (im Jahr 1900 rückbenannt in Grenadier-Regiment „Kronprinz“ Nr. 1) in Königsberg. Dort wurde er bald eine stadtbekannte Persönlichkeit, was sich in zahlreichen Zeitungsartikeln widerspiegelt. Sabac el Cher komponierte selbst Musikstücke und arrangierte verschiedene Mozart-Ouvertüren für Militärmusik.
1901 heiratete er die Lehrertochter Gertrude Perling (1883–1935). Acht Jahre später quittierte er, im Rang eines Obermusikmeisters (Offizierstellvertreter), den Dienst in der Armee. Mit seiner Frau und den beiden Söhnen, Horst und Herbert, zog er wieder nach Berlin. Er arbeitete als ziviler Kapellmeister und nahm Engagements in verschiedenen deutschen Städten an. Während der Weimarer Republik trat er wiederholt im neuen Medium Rundfunk als Dirigent von großen Orchestern auf.
Ende der 1920er Jahre eröffnete die Familie in Senzig bei Königs Wusterhausen eine Gartenwirtschaft. 1933, nach der Machtergreifung der Nationalsozialisten, blieben die Gäste aus, so dass die El Chers ihr jahrelang gutgehendes Ausflugslokal schließen mussten. Sie zogen wieder nach Berlin und eröffneten in der Oranienburger Straße 39 ein  Kaffeehaus. Dieses mussten sie allerdings wenige Monate später auf Druck der Behörden ebenfalls aufgeben.
Als Sabac el Cher in Berlin gestorben war, erhielt seine Witwe ein Beileidstelegramm des exililierten Kaisers Wilhelm und des Kronprinzen Wilhelm, in dessen Königsberger Regiment ihr Mann einst gedient hatte. Als auch sie ein halbes Jahr später gestorben war, wurde sie neben ihrem Mann in Berlin begraben. Später wurden beide von ihren Söhnen, die sich in Königs Wusterhausen niedergelassen hatten, nach Senzig überführt, wo sie ihre letzte Ruhestätte fanden.
Der Sohn Horst (1908–1943) starb im Zweiten Weltkrieg an der Ostfront als Sanitäter der Wehrmacht im Kaukasus, der Sohn Herbert (1903–1963) überlebte den Krieg. Ein dritter Sohn war 1906 kurz nach der Geburt verstorben.